# Скифское золото (выставка)

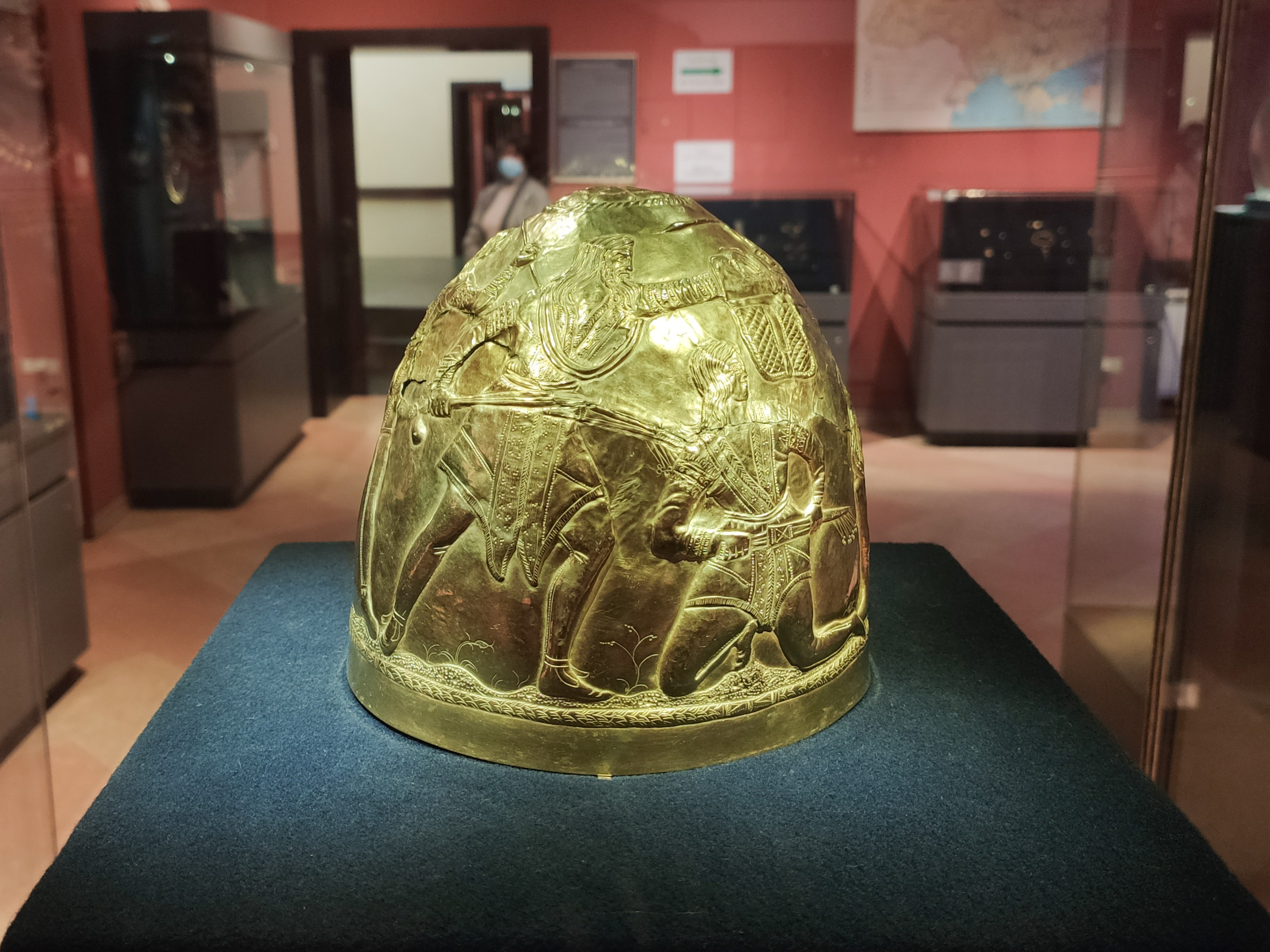
Скифский золотой шлем IV ст. до н. э., один из экспонатов, находившихся на выставке «Скифское золото» в Амстердаме. Возвращен на Украину. Музей исторических драгоценностей Украины, 2021 год.

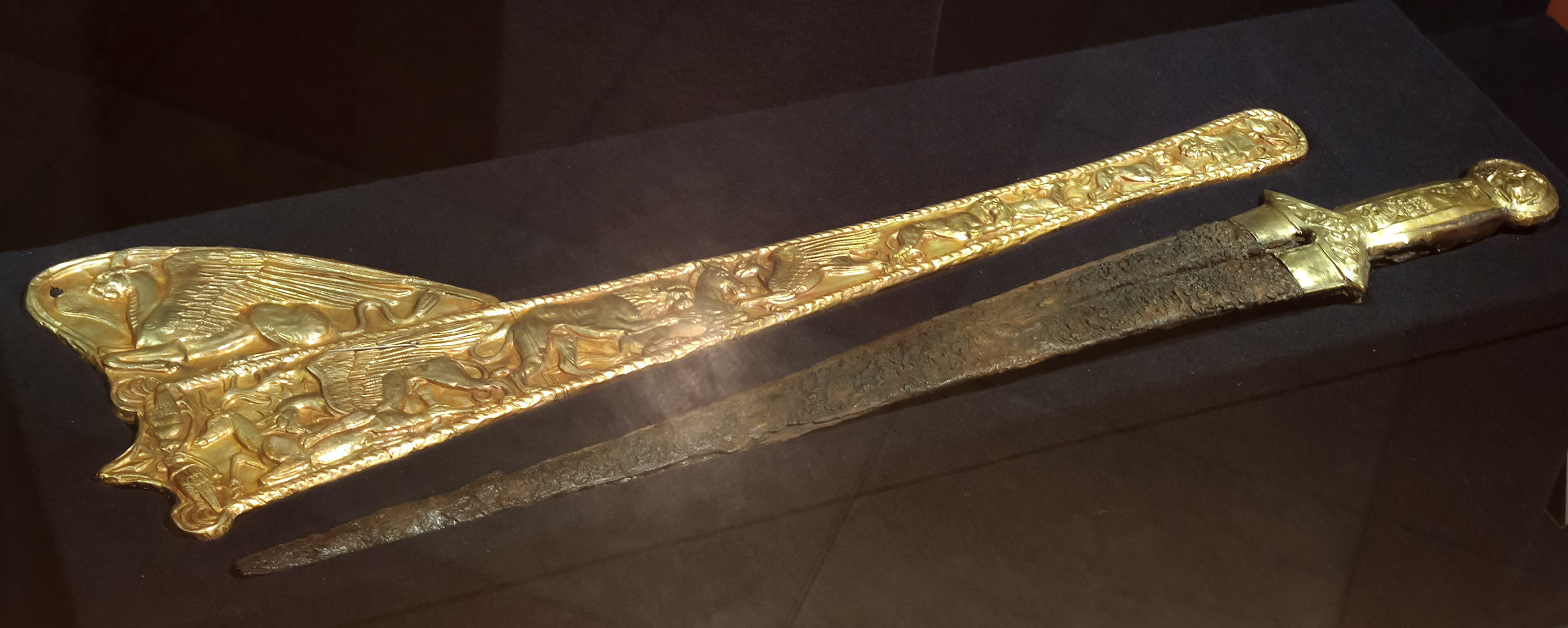
Скифский меч с золотыми ножнами IV ст. до н. э., ещё один экспонат выставки «Скифское золото» в Амстердаме, возвращенный на Украину. Музей исторических драгоценностей Украины, 2021 год.

«Крым — золотой остров в Чёрном море», также «Скифское золото» — выставка изделий из золота, обнаруженных в Северном Причерноморье. Проходила в археологическом музее Алларда Пирсона при содействии Амстердамского университета с 7 февраля по 31 августа 2014 года. Сформирована из коллекций шести музеев и историко-культурных заповедников. Выставка охватывала хронологические рамки от античности до раннего средневековья. После аннексии Крыма Россией стала объектом судебных споров между Украиной, музеем Алларда Пирсона и крымскими музеями, оказавшихся под российской властью. Согласно решению амстердамского суда от 14 декабря 2016 года, коллекция скифского золота должна принадлежать Украине, а не музеям аннексированного Россией Крыма.
В июне 2023 года Верховный суд Нидерландов принял окончательное решение о возвращении коллекции Украине.
27 ноября 2023 года скифское золото было возвращено на Украину и размещено в Киеве.

## Коллекция
Экспозиция выставки «Скифское золото» представлена из фондовых коллекций музеев Крыма и Украины.
- КРУ Центральный музей Тавриды — 451 экспонат;
- КРУ Бахчисарайский историко-культурный и археологический музей-заповедник — 215 экспонатов;
- Государственный историко-археологический музей-заповедник «Херсонес Таврический»;
- Керченский историко-археологический музей;
- Музей исторических драгоценностей Украины — 19 экспонатов, были возвращены Киеву в 2014 году;
- Одесский археологический музей — экспонаты были возвращены

Хронологические рамки выставки охватывают времена античности и ранее средневековье. В частности, известно, что «Центральный музей Тавриды» представил 451 экспонат культуры скифов, сарматов, готов, обнаруженных во время исследований на территории Неаполя Скифского. Музеем представлены бронзовые и серебряные украшения конской упряжи, лепная посуда IV века и т. д. Бахчисарайский историко-культурный заповедник предоставил на выставку 215 экспонатов, найденных в Усть-Альминском городище, могильник Сувлу-Кая. Основа коллекции богата украшениями, предметами декоративного и прикладного искусства, предметами быта (ложки, тарелки, кувшины), вооружением. Вместе это создает комплекс трёх историко-этнических культур Крыма. — скифов, готов, сарматов.

## Судебный процесс
По договоренности с музеями, участвовавшими в выставке, драгоценности в правовом поле полностью принадлежали Украине. Всего объектом судебного процесса является 565 музейных предметов, 2111 единиц хранения, общей стоимостью примерно 1,4 млн евро. Заключёнными контрактами с крымскими музеями и музеем Алларда Пирсона признавалось, что экспонаты являются собственностью Украины, а Министерство иностранных дел Нидерландов в гарантийном письме от 25 апреля 2013 года гарантировало неприкосновенность объектов выставки.

### Амстердамский окружной суд
14 декабря 2016 года окружной суд в Амстердаме принял решение, согласно которому коллекция скифского золота, состоящая из 565 предметов, должна быть возвращена Украине, а не крымским музеям. На апелляцию отвели три месяца. Крымские музеи заявляли о намерениях обжаловать решение.

### Апелляционный суд Амстердама
26 октября 2021 Апелляционный суд Амстердама удовлетворил ходатайство Украины и решил, что коллекция «скифского золота» принадлежит Украине и должна вернуться украинскому государству. Решение предусматривает, что до стабилизации ситуации в Крыму музейные экспонаты будут находиться в Государственном историческом музее Украины в Киеве. В постановлении суда говорится:
Хотя музейные экспонаты происходят из Крыма и в этом смысле также могут рассматриваться как наследие Крыма, они являются частью культурного наследия Украины, поскольку последнее существует как независимое государство с 1991 года.

### Верховный суд Нидерландов
9 июня 2023 года Верховный суд Нидерландов отклонил кассационную жалобу российской стороны, приняв окончательное решение возвратить коллекцию Украине.

### Реакция
Украина
Власти Украины увидели в решении Апелляционного суда Амстердама благоприятный символический смысл. Президент Украины Владимир Зеленский заявил по этому поводу:
 Долгожданная победа Украины в суде Амстердама! «Скифское золото» вернется на Украину. Мы всегда возвращаем своё. Сначала вернем скифское золото, а потом и Крым.
Министр иностранных дел Украины Дмитрий Кулеба в связи с решением суда заявил:
Это большая победа. Мы вернем себе не просто музейные экспонаты, а часть нашего национального кода […] международное право не быстрое, но оно неотвратимое. Все российские фейки, манипуляции и попытки ввести суд в заблуждение потерпели крах. Также, как мы вернули «Скифское золото», мы вернем наших людей и наши оккупированные территории.
Россия
Власти России назвали решение апелляционного суда политизированным. Сотрудник постоянного представительства Крыма при президенте России Александр Молохов пояснил:

Вступление в силу этого решения означает грубейшее нарушение права народа Крыма на доступ к собственному культурному наследию, которое было гарантировано рядом международно-правовых актов.

### Сноски
1. ↑  «Скіфське золото» спонукає Україну повернути контроль над музеями Криму (укр.). Радіо Свобода. Дата обращения: 16 мая 2021. Архивировано 16 мая 2021 года.
2. ↑  У Росії розраховують, що «скіфське золото» повернеться до Криму після суду в Амстердамі (укр.). Крым.Реалии. Дата обращения: 31 августа 2021. Архивировано 31 августа 2021 года.
3. ↑  Костырин, Владимир. Как выглядит возвращенное Украине "Скифское золото", о котором все говорят. РБК-Украина (26 октября 2021). Дата обращения: 7 ноября 2021. Архивировано 7 ноября 2021 года.
4. ↑  Кречетніков, Артем. "Скіфське золото": Київ вступає в юридичну битву з Кримом. BBC Україна (21 января 2015). Дата обращения: 7 августа 2015. Архивировано 6 августа 2015 года.
5. ↑  Амстердамський суд визнав справедливими претензії України на "Скіфське золото". ТСН.ua (8 апреля 2015). Дата обращения: 7 августа 2015. Архивировано 6 августа 2015 года.
6. ↑  Суд Амстердама визначить долю скіфського золота з Криму до 1 квітня. УНІАН (8 апреля 2015). Дата обращения: 7 августа 2015. Архивировано 10 июля 2015 года.
7. ↑  Суд Амстердама пустив Україну в процес щодо скіфського золота. еспресо.tv (8 апреля 2015). Дата обращения: 7 августа 2015. Архивировано 4 июля 2015 года.
8. ↑  Експонати виставки «Крим. Золотий острів у Чорному морі» повернуться в Україну. Урядовий портал. 14.12.2016 року. Дата обращения: 27 октября 2021. Архивировано 20 декабря 2016 года.
9. 1 2  "Скіфське золото" повертається в Україну. Долю кримських скарбів вирішували дев'ять років. Украинская служба Би-би-си. 2023-06-109. Архивировано 2023-06-09. Дата обращения: 2023-06-09. {{cite news}}: Проверьте значение даты: |date= (справка)
10. ↑  Скифское золото из музеев Крыма вернулось в Украину. BBC News Русская служба (27 ноября 2023). Дата обращения: 28 ноября 2023. Архивировано 28 ноября 2023 года.
11. ↑  В Германии открыли выставку "Крым - золотой остров в Черном море". Информационное агентство УНН. Дата обращения: 7 ноября 2021. Архивировано 7 ноября 2021 года.
12. ↑  Черниш, Ірина. Виставка 2011-2014 рр. Українські національні новини (7 июля 2013). Дата обращения: 7 августа 2015. Архивировано 8 декабря 2013 года.
13. ↑  Золото скіфів із музеїв України "підірвало" Європу. Укрінформ (10 февраля 2014). Дата обращения: 10 августа 2015. Архивировано 9 августа 2015 года.
14. ↑  Амстердам у захопленні від скіфського золота України. Expres.ua (11 февраля 2014). Дата обращения: 10 августа 2015. Архивировано 7 июня 2014 года.
15. ↑  Голландський музей не знає кому повертати кримські скарби, які він виставляє. fakty.ictv.ua (27 марта 2014). Дата обращения: 7 августа 2015. Архивировано 31 мая 2014 года.
16. ↑  «Золото скіфів» - власність України. Офіційні роз'яснення Міністерства культури України. Європейська правда в Україні. Дата обращения: 7 августа 2015. Архивировано 7 августа 2015 года.
17. ↑  Скіфське золото з музеїв окупованого Криму повернеться в Україну. Тиждень.ua (27 июня 2014). Дата обращения: 9 августа 2015. Архивировано 24 июля 2015 года.
18. ↑  Золото скіфів передадуть Національному музею історії в Києві Архивная копия от 27 октября 2021 на Wayback Machine. Deutsche Welle
19. ↑  Суд Амстердама: «скифское золото» принадлежит Украине и не вернется в оккупированный Россией Крым Архивировано 20 декабря 2016 года.. Інформаційні війська України
20. ↑  «Скіфське золото» має повернутися в Україну — рішення суду в Амстердамі. Дата обращения: 27 октября 2021. Архивировано 29 октября 2021 года.
21. ↑  Неймовірно, але факт: директор музеїв Кремля підтримала рішення суду про «скіфське золото». Дата обращения: 27 октября 2021. Архивировано 29 октября 2021 года.
22. ↑  Scythian gold to be returned to Ukraine: Amsterdam court. Дата обращения: 27 октября 2021. Архивировано 11 января 2021 года.
23. 1 2  Суд в Амстердамі наказав повернути «скіфське золото» Україні. 26.10.2021, 12:50. Дата обращения: 27 октября 2021. Архивировано 26 октября 2021 года.
24. ↑  «Скіфське золото» передадуть музею в Києві до стабілізації ситуації в Криму: деталі рішення. 26.10.2021, 13:27. Дата обращения: 27 октября 2021. Архивировано 26 октября 2021 года.
25. 1 2 3  Суд в Амстердаме постановил вернуть скифское золото из музеев Крыма Украине Архивная копия от 27 октября 2021 на Wayback Machine, BBC, 27.10.2021